# Final cut (cinema)
Final cut (também conhecido como privilégio do final cut ou autoridade do final cut; em português: corte final) é um anglicismo para a montagem final de um filme. É o direito de um indivíduo de determinar a versão final de um filme para a sua distribuição e exibição. O final cut de um filme pode ser realizado por estúdios de cinema, executivos de estúdio, produtores executivos, produtores de filmes, diretores, roteiristas e, às vezes, atores. A autoridade também pode ser compartilhada entre qualquer uma das partes citadas acima.